# Callitris subumbellata
Callitris subumbellata är en cypressväxtart som först beskrevs av Filippo Parlatore, och fick sitt nu gällande namn av Rudolf Schlechter. Callitris subumbellata ingår i släktet Callitris och familjen cypressväxter. Inga underarter finns listade i Catalogue of Life.